# Musica strumentale
La musica strumentale è la musica che viene eseguita esclusivamente mediante l'impiego di strumenti musicali, senza l'uso della parte vocale. I brani dove non c'è la musica strumentale, eseguiti con il solo uso del canto individuale o corale, vengono detti 'a cappella'.
Oltre ai brani strumentali, vi sono parti di quelli cantati in cui vengono usati solo gli strumenti. Tali parti vengono chiamate preludio strumentale o interludio strumentale, a seconda che vengano eseguite rispettivamente all'inizio o durante lo svolgimento del brano. Nel linguaggio della musica popolare moderna, per indicare l'interludio viene usato il termine break strumentale, che si riferisce soprattutto a parti eseguite con le sole percussioni. È chiamato assolo strumentale un interludio in cui viene impiegato un solo strumento di qualsiasi tipo. Viene considerato un assolo anche un intero brano eseguito con uno strumento.
Le versioni strumentali sono reinterpretazioni, eseguite con gli strumenti, di analoghi brani dove la parte vocale è presente in un brano strumentale che si intermedia in un assolo.

## Storia
Documentazioni sulla musica strumentale nell'antichità sono limitate a raffigurazioni iconografiche, mentre nel medioevo si diffondono principalmente manoscritti riguardanti la musica vocale. Data la quasi totale mancanza di testimonianze scritte, solo in via intuitiva si può dedurre l'esistenza di composizioni strumentali nei mottetti del XIII secolo e nelle forme di Ars nova del XIV. Tra le prime forme accertate di composizioni prevalentemente strumentali, vi sono quelle suonate per accompagnare le danze del salterello e del trotto, in cui il movimento del corpo sostituiva la parte vocale. Le fonti scritte che attestino tali forme sono scarse; le musiche a cui si riferiscono fanno parte della tradizione popolare e si sono tramandate per mezzo di musicanti che non disponevano dei mezzi di diffusione riservati agli artisti di corte.
Come si desume da alcuni studi sulla musica rinascimentale, gli strumenti di quel tempo erano frutto di grandi progressi nel campo della progettazione. In particolare, le sonorità dei nuovi strumenti a fiato, organizzati in famiglie a seconda del timbro basso o soprano, si avvicinarono a quelle ottenute con la voce. Nel XVI secolo, l'introduzione dell'intavolatura favorì la creazione di repertori specifici, specialmente per il liuto, che potevano essere eseguiti senza l'uso della voce umana. Nello stesso periodo, furono introdotte composizioni strumentali per l'organo ed il clavicembalo: il ricercare, derivato dal mottetto e legato alla polifonia, e la toccata, maggiormente basata sull'improvvisazione, che garantirono una maggior libertà espressiva allo strumentista. Altre composizioni minori, come la fantasia ed il preambulum, e danze come la pavana, la gagliarda e l'allemanda, portarono nelle corti la musica strumentale, che raggiunse livelli di diffusione mai toccati prima.
Verso la fine del Cinquecento, si raffinò in Italia ed in Inghilterra, dove nacque la scuola tastieristica dei virginalisti, il concetto di variazione, che avrebbe definito per lungo tempo le strutture delle composizioni, sia per voci che per strumenti. Sempre nel Cinquecento cominciò a diffondersi la sonata, destinata a brani per uno o più strumenti, alla quale fecero seguito l'affermarsi del genere polistrumentale e della pratica di accompagnamento detta basso continuo. Queste innovazioni costituiscono il preambolo della sinfonia, le cui prime rappresentazioni venivano suonate dalle orchestre nelle aperture di spettacoli teatrali, e della composizione chiamata concerto.
Con l'affermazione della musica barocca, alla fine del Seicento, il concerto definisce le sue forme nel concertino, derivato dalla sonata a tre e chiamato concerto solistico quando interpretato da un solo strumentista, e nel concerto grosso, destinato all'orchestra. Nello stesso periodo, dallo sviluppo della variazione presero forma la partita, la passacaglia e la ciaccona, nate come composizioni monostrumentali. L'evoluzione del ricercare generò la forma contrappuntistica chiamata fuga, che tuttora mantiene la struttura con cui nacque. Le diverse forme di danza (corrente, sarabanda, giga, allemanda ecc.) venivano suonate tutte assieme in ordine sparso, a partire da un preludio, in brani chiamati suite.
Verso la metà del Settecento, le forme ed i generi suonati sino ad allora subirono sostanziali modifiche, concentrate sullo sviluppo della parte melodica a discapito di quella contrappuntistica, dando luogo al classicismo musicale, che vide tra i suoi protagonisti Haydn, Mozart e Beethoven. Nacque la musica da camera, fra le cui raffinate espressioni si annoverano il quartetto d'archi, il trio per violino, violoncello e pianoforte ed i vari tipi di quintetto. Le esecuzioni di concerto solista sopravvanzarono quelle di concertino, mentre a livello sinfonico le orchestre si ingrandirono, con l'acquisizione di nuovi strumenti a fiato. Le composizioni furono suddivise in tre o più movimenti (sonata, concerto, sinfonia ecc.) le cui strutture, nel XIX secolo, sarebbero state modificate sulla base della forma-sonata, che distingue la scala musicale adottata.
Le innovazioni introdotte nel XIX secolo si aggiunsero al grande patrimonio musicale del secolo precedente, e portarono ad un maggiore virtuosismo dello strumentista con lo sviluppo dei generi detti studio e capriccio. Particolare interesse, verso il 1830, raccolsero i brani strumentali brevi caratteristici, tra i quali il notturno, la romanza senza parole, il preludio e l'intermezzo, che svilupparono composizioni analoghe della fine del Settecento. Con l'affermarsi in quegli anni del romanticismo nacque la musica a programma, che sarebbe stata alla base del poema sinfonico, con cui la narrazione dell'opera viene affidata agli strumenti. Nella seconda metà del secolo, la sinfonia si espanse accogliendo al suo interno parti vocali, elementi che non le appartenevano, come il lied ed il coro.
Nel primo Novecento, alla ricerca di nuovi linguaggi musicali, il patrimonio ereditato dal classicismo musicale venne affiancato ad elementi di musica barocca ed antecedenti. Tale operazione non portò ad invenzioni di particolare rilievo, ma diede luogo ad innovazioni quali la forma ad arco e la variazione in sviluppo. Nella seconda metà del secolo, con l'introduzione di nuovi strumenti legati alle tecnologie moderne, ha ripreso slancio la sperimentazione basandosi su nuove proposte ed a un nuovo rapporto tra musicista ed ascoltatore, che prevede il coinvolgimento di quest'ultimo nella messa in discussione dell'arte passata e nella definizione di quella presente.